# Milica Danilović
Milica Danilović-Todosić (geboren am 5. Januar 1975 in Aranđelovac Milica Danilović) ist eine Handballspielerin aus Serbien.

## Vereinskarriere
Die 1,85 Meter große Spielerin wird auf der Position linker Rückraum eingesetzt.
Danilović lief von 1985 bis 1989 in ihrer Geburtsstadt für ŽRK Šumadija auf, der sich später in ŽRK Izvor Bukovička Banja umbenannte. Daraufhin spielte sie von 1989 bis 1994 bei RK Voždovac aus Belgrad, von 1994 bis 1995 bei Vardar Skopje und anschließend bis 1996 bei Rokometni Klub Krim. Von dort wechselte sie zu Hypo Niederösterreich, wo sie bis 1997 aktiv war. Von 1997 bis 2003 spielte sie bei TV Lützellinden, von 2003 bis 2006 beim HC Leipzig und anschließend bis 2007 beim VfL Oldenburg. 2007 stand sie kurzzeitig wieder bei ŽRK Izvor Bukovička Banja unter Vertrag, spielte dann vom selben Jahr an bis 2011 bei Canyamelar Valencia. Sie wechselte zu ŽRK Radnički Kragujevac, wo sie bis 2015 spielte, und ging danach erneut zu ŽRK Izvor Bukovička Banja, wo sie auch 2017 noch spielte.
Mit ihren Teams stand sie wiederholt in europäischen Vereinswettbewerben wie der EHF Champions League, dem Pokal der Pokalsieger, der EHF European League und dem EHF Challenge Cup.
Mit Lützellinden wurde sie Deutsche Meisterin der Spielzeiten 1999/2000 und 2000/2001, mit Leipzig in der Saison 2005/2006.

## Nationalmannschaft
Milica Danilović, die außer der serbischen auch die deutsche Staatsbürgerschaft hat, bestritt einige Länderspiele in der deutschen Nationalmannschaft. Mit dieser stand sie bei der Weltmeisterschaft 2003 im Aufgebot.